# OLiS – single w streamie
OLiS – single w streamie (Oficjalna Lista Sprzedaży – single w streamie) – cotygodniowa lista przebojów, klasyfikująca 100 najpopularniejszych utworów muzycznych w serwisach strumieniowych na terenie Polski. Jest przygotowywana i publikowana w Internecie od 2023 roku przez Związek Producentów Audio-Video, polskie stowarzyszenie gromadzące dane na temat rodzimego przemysłu muzycznego. Każda lista zawiera statystyki w przedziale czasowym od piątku do czwartku i jest publikowana zwyczajowo w następny czwartek.
Notowanie jest sporządzane jest na podstawie danych o odtworzeniach w czterech serwisach: Spotify, YouTube, Apple Music i Deezer. Dane z serwisu YouTube obejmują także podległe mu usługi YouTube Music i YouTube Premium. Nie są brane pod uwagę odtworzenia utworów krótsze niż 30 sekund i wykorzystania w treściach wideo tworzonych przez użytkowników. Dane są gromadzone i analizowane na zlecenie Związku Producentów Audio-Video przez brytyjską firmę Ranger.
Powstanie listy zostało ogłoszone przez Związek Producentów Audio-Video 16 stycznia 2023. Równocześnie zostało opublikowane pierwsze notowanie, datowane na 12 stycznia 2023.
OLiS – single w streamie jest jednym z trzech notowań popularności singli w Polsce, obok OLiA (oficjalnej listy airplay) publikowanego przez Związek Producentów Audio-Video i Poland Songs publikowanego przez amerykański magazyn „Billboard”.

## Listy numerów jeden
- Single numer jeden w roku 2023 (Polska)
- Single numer jeden w roku 2024 (Polska)
- Single numer jeden w roku 2025 (Polska)

## Najpopularniejsze single rok po roku
| Rok  | Tytuł             | Wykonawca               | Źr.   |
| ---- | ----------------- | ----------------------- | ----- |
| 2023 | „Taxi”            | Kizo, gościnnie: Bletka | [ 4 ] |
| 2024 | „Chyba że z Tobą” | Modelki                 | [ 5 ] |

## Statystyki
Opracowano na podstawie archiwów listy OLiS – single w streamie.

### Utwory z największą liczbą tygodni na pierwszym miejscu
| Liczba | Utwór             | Wykonawcy   | Źr.    |
| ------ | ----------------- | ----------- | ------ |
| 12     | „Dom nad wodą”    | Pezet       | [ 7 ]  |
| 10     | „Chyba że z Tobą” | Modelki     | [ 8 ]  |
| 9      | „Flowers”         | Miley Cyrus | [ 9 ]  |
| 7      | „5 influencerek”  | Zeamsone    | [ 10 ] |
| 7      | „Last Christmas”  | Wham!       | [ 11 ] |

### Wykonawcy z największą liczbą utworów na pierwszym miejscu
| Liczba | Wykonawca      | Utwory                                               |
| ------ | -------------- | ---------------------------------------------------- |
| 5      | Bletka         | „Taxi”, „Hero”, „100 BPM”, „Róż”, „Dolce vita”       |
| 5      | Kizo           | „Taxi”, „Hero”, „100 BPM”, „Dolce vita”, „Kierownik” |
| 3      | Mata           | „1 na 100”, „Lloret de Mar”, „Up! Up! Up!”           |
| 3      | Sobel          | „Uzi”, „Kochasz?”, „Cha cha”                         |
| 3      | Szpaku         | „Plaster”, „Młody Manson”, „Dolce vita”              |
| 2      | Modelki        | „Chyba że z Tobą”, „Santa Cruz”                      |
| 2      | Taco Hemingway | „Dresscode”, „Cichosza”                              |

### Wykonawcy z największą liczbą tygodni na pierwszym miejscu
| Liczba | Wykonawca   | Utwory z liczbą tygodni                                                  |
| ------ | ----------- | ------------------------------------------------------------------------ |
| 21     | Bletka      | „Taxi” (5), „Hero” (5), „100 BPM” (4), „Róż” (4), „Dolce vita” (3)       |
| 18     | Kizo        | „Taxi” (5), „Hero” (5), „100 BPM” (4), „Dolce vita” (3), „Kierownik” (1) |
| 12     | Pezet       | „Dom nad wodą” (12)                                                      |
| 11     | Modelki     | „Chyba że z Tobą” (10), „Santa Cruz” (1)                                 |
| 9      | Miley Cyrus | „Flowers” (9)                                                            |
| 9      | Mata        | „1 na 100” (1), „Lloret de Mar” (6), „Up! Up! Up!” (2)                   |
| 9      | Szpaku      | „Plaster” (5), „Młody Manson” (1), „Dolce vita” (3)                      |
| 8      | Sobel       | „Uzi” (4), „Kochasz?” (1), „Cha cha” (3)                                 |
| 7      | Wham!       | „Last Christmas” (7)                                                     |
| 7      | Zeamsone    | „5 influencerek” (7)                                                     |